# Kostel sv. Terezie z Lisieux (Józsefváros)
Kostel sv. Terezie z Lisieux je římskokatolický kostel v Budapešti v VIII. obvodu.

## Historie
Kostel byl postaven roku 1928 ze sbírky pořádané od roku 1913. Při obléhání Budapešti v roce 1945 byl částečně poškozen. Později byl však znovu obnoven.